# Джафаров, Вагиф Джафар оглы
Вагиф Джафар оглы Джафаров (18 апреля 1949—20 ноября 1991) — член Верховного Совета СССР, народный депутат СССР, первый секретарь Шушинского райкома Азербайджана. Заместитель председателя комитета, заместитель министра промышленности и строительства Азербайджанской Республики. 20 ноября 1991 года погиб в авиакатастрофе вертолёта Ми-8, сбитого в армянскими вооружёнными силами.

## Биография
Родился в городе Шуша. В 1966 году окончил Шушинскую среднюю школу № 1, а в 1972 году – энергетический факультет Азербайджанского института нефти и химии.
В 1966 году окончил Шушинскую среднюю школу №1, а в 1972 году – энергетический факультет Азербайджанского института нефти и химии имени М. Азизбекова.
После демобилизации из армии в 1973 году вернулся в Шушу и работал заведующим отделом в редакции газеты «Шуша», инструктором организационного отдела комитета комсомола Нагорного Карабаха, в 1974–1976 годах вторым секретарь комитета комсомола Агдеринского района.
До 1980 года он был инструктором Шушинского райкома Компартии Азербайджана, одновременно на общественных началах исполнял обязанности председателя партийной комиссии.
В 1980–1982 годах учился в Бакинской высшей партийной школе.
До 1988 года работал преподавателем, инструктором, заместителем заведующего отделом, заведующим административными органами и финансово-торговым отделом Нагорно-Карабахского обкома Компартии Азербайджана.
С августа 1988 года по октябрь 1991 года Вагиф Джафаров работал первым секретарем Шушинского райкома партии.
26 марта 1989 года избран Народным депутатом СССР от Шушинского национально-территориального округа № 730 Нагорно-Карабахской автономной области.
Избрание членом Верховного Совета вызвало осложения.  26 мая 1989 года на вечернем заседании  первый секретарь Мартунинского райкома В. С. Григорян предложил включить для голосования в совет Национальностей от Нагорного Карабаха кандидатуры Г. А. Погосяна и З. Г. Балаяна, на том основании, что они живут в Москве и смогут активно в нём работать. Второй секретарь КП АзССР В. П. Поляничко сказал, что делегацией Азербайджана были поддержаны кандидатуры Погосяна и Джафарова, и позавчера эти кандидатуры не вызывали возражений:182-183. На утренем заседании Ю. А. Осипьян огласил результаты по выборам в Совет Национальностей — Джафаров набрал 1912 "за" при 237 "против", Погосян — 1956 "за" при 193 "против":220. При обсуждении этих результатов Г. А. Погосян задал вопрос председательствующему Лукьянову "кому принадлежит приоритетное право выдвижения кандидатур в выборные органы" Автономной области или Республике. Г. В. Старовойтова предложила, "что Съезд еще может сейчас исправить ошибку, <...> утвердить новый список депутатов, выдвинутых самой НКАО". Причём "Съезд полномочен принять такое решение — о возможности голосования открытым путем":257-259. В обсуждении участвовали А. А. Собчак,  Л. А. Арутюнян, В. А. Мартиросян, М. А. Ибрагимов, Н. Н. Воронцов, председательствующий М. С. Горбачев, снова Собчак, Г. А. Енокян, Э. Т. Арутюнян, еще раз М. С. Горбачев, А.-Р. X. Везиров,  С. Г. Арутюнян и М. С. Горбачёв подвёл итог, поставив на открытое голосование отмену решение в части результатов по НКАО. Решение принято при 86 против и 45 воздержавшихся:261-275. Результаты работы согласительной комиссии обнародовал Погосян: в бюллетень для повторного голосования были включёны - Балаян, Джафаров и он сам.  В. Д. Джафаров возразил, что "решение об аннулировании результатов голосования по НКАО является <...> нарушением, поскольку открытым голосованием были аннулированы результаты тайного голосования" и призвал поддержать тех, кто живет в Карабахе и знает проблемы:502-503. После продолжительного обсуждения повторное голование подтвердило результаты первого. Член Комитета Верховного Совета СССР по вопросам гласности, прав и обращений граждан.
В октябре 1991 года он был назначен заместителем министра строительства и промышленности Азербайджанской Республики. Вагиф Джафаров выступил с инициативой придать Шуше статус города и вскоре добился этой цели. Месяц спустя он погиб в результате авиакатастрофы азербайджанского Ми-8 в 1991 году, сбитого армянскими вооружёнными силами.
Его именем названа одна из школ Агджабединского района и одно из судов Каспийского морского пароходства.